# 24-я пехотная дивизия АК
24-я (Жешувская) пехотная дивизия АК (пол. 24 (Rzeszowska) Dywizja Piechoty AK) — польское партизанское стрелковое соединение Армии Крайовой, которое действовало с сентября 1942 на оккупированной нацистской Германией территории города Жешув.

## История
Дивизия была сформирована в сентябре 1942 года, согласно с боевым порядком Войска Польского от 1 сентября 1939 года, согласно которому произошло восстановление боевых частей на территории города Жешув.  

## Структура дивизии
Согласно боевому порядку, в состав дивизии входили следующие соединения:
- 17-й пехотный полк АК.